# Muzeum Towarzystwa Jezusowego Prowincji Polski Południowej

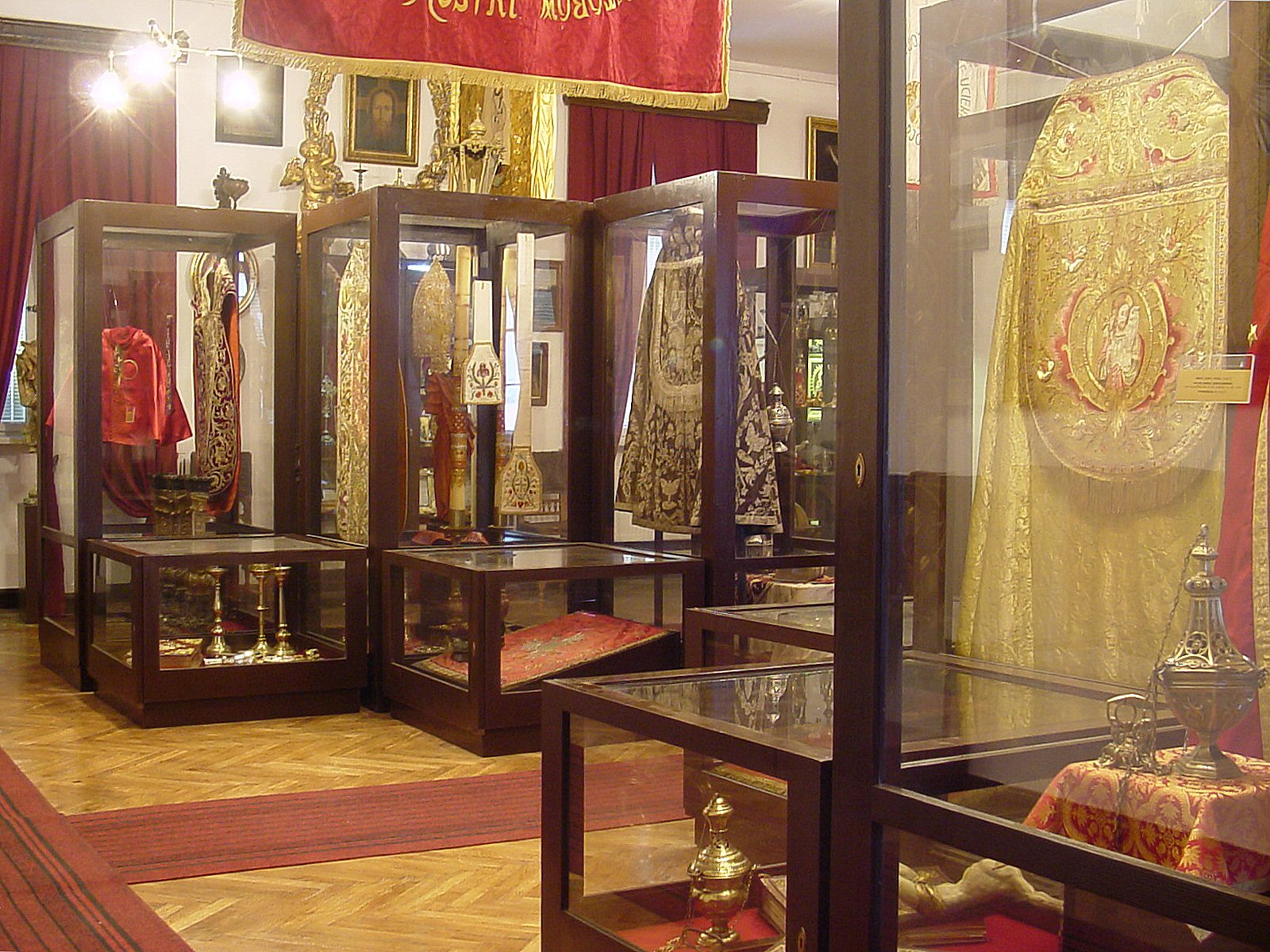
Wnętrze Muzeum

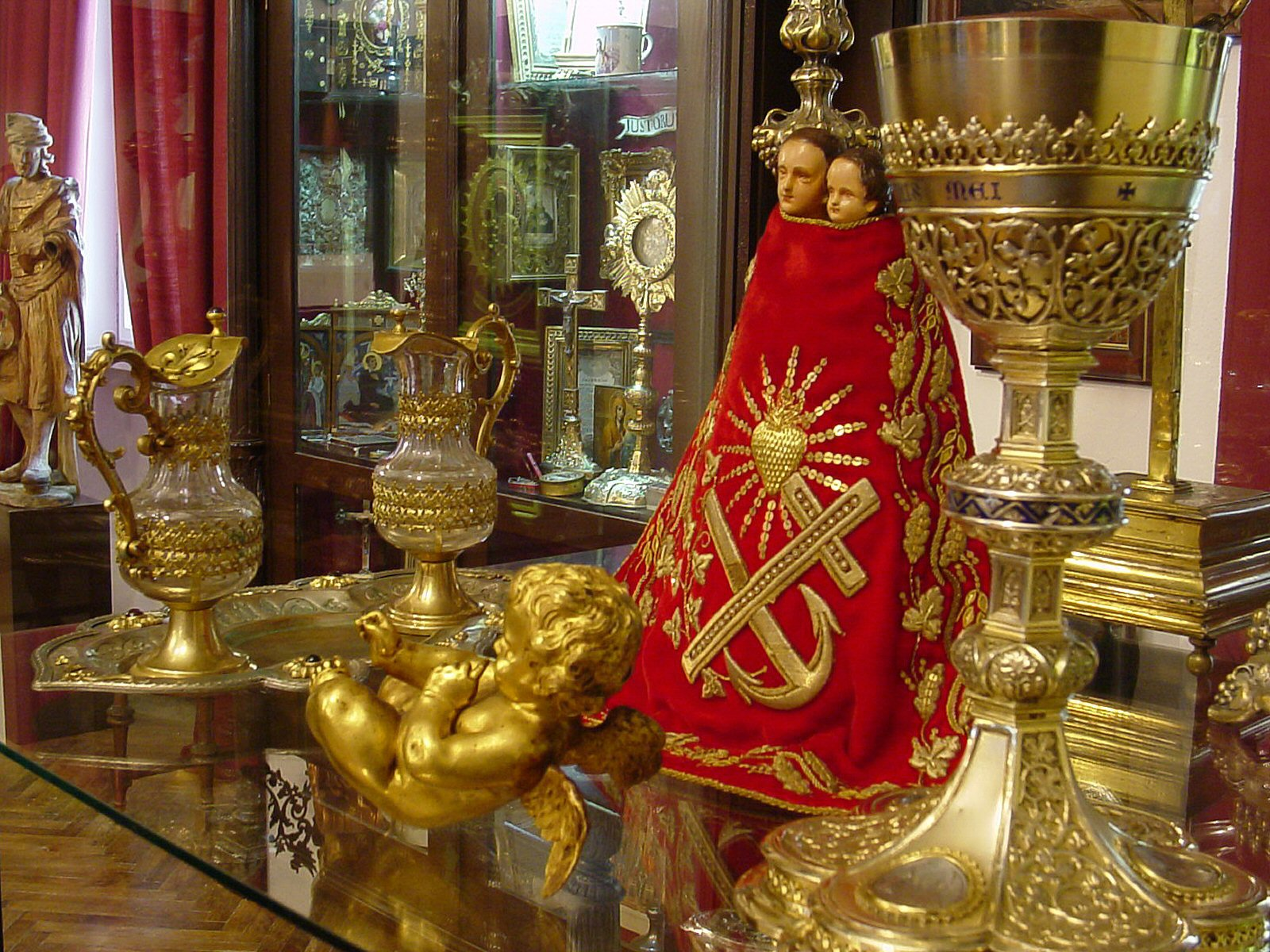
Fragment ekspozycji

Muzeum Towarzystwa Jezusowego Prowincji Polski Południowej w Starej Wsi założone przez jezuitów muzeum głównie sztuki sakralnej. 

## Historia
W grudniu 1968 r. w pożarze spalił się szesnastowieczny obraz w starowiejskim kościele (11 sierpnia 2006 roku IPN oficjalnie potwierdził, że obraz podpalili funkcjonariusze Ministerstwa Bezpieczeństwa Publicznego). W 1972 r. kopia tego obrazu została rekoronowana, a zwęglony fragment pierwotnego obrazu stał się zaczątkiem muzeum. Na początku Muzeum było swego rodzaju „izbą pamięci” gromadzącą ok. 300 różnorakich obiektów związanych z tutejszym klasztorem oraz pracą misyjną polskich jezuitów. Na początku lat 90. opiekę nad zbiorami przekazano specjalistom, co pozwoliło na utworzenie większej kolekcji i ekspozycji muzealnej.

## Zbiory
Muzeum posiada kolekcje sztuki sakralnej i rzemiosła artystycznego XVI–XX w.w., ukazujące tak duchowość jak i kulturę estetyczną jezuitów. Ekspozycja stała prezentuje zbiory malarstwa olejnego, rzeźby, złotnictwa i rękodzieła artystycznego – rodzimego jak i europejskiego – oraz kolekcję szat liturgicznych. Do eksponatów o szczególnym znaczeniu należą: najstarsza datowana kopia Cudownego Obrazu Matki Boskiej Częstochowskiej, malowana przez Franciszka Śniadeckiego w 1613 roku, jak też pamiątki związane z wielkimi postaciami Kościoła, m.in.: św. Franciszkiem de Hieronimo, św. Robertem Bellarminem, św. Józefem Sebastianem Pelczarem, bł. Janem Beyzymem, sł. Bożym Wojciechem Baudissem, czy papieżami: Piusem VI, Piusem IX i Janem Pawłem II oraz ks. Piotrem Skargą, abp Ignacym Raczyńskim, kard. Adamem Kozłowieckim, ks. Władysławem Gurgaczem. 
W salach muzeum prezentowane są również kolekcje: etnograficzna i egzotyczna. Ta druga związana jest z pracą misyjną polskich jezuitów w Afryce, Azji, Australii i Oceanii oraz w obu Amerykach. Na uwagę zasługują zbiory pochodzące z Afryki i Azji, będące kontynuacją kolekcji zapoczątkowanych na początku XX wieku. Muzeum przechowuje ponad sto szopek bożonarodzeniowych pochodzących z wszystkich kontynentów. Najstarsze z nich liczą przeszło sto lat.